# Diasporus tigrillo
Diasporus tigrillo es una especie de anfibios de la familia Eleutherodactylidae. Es endémica de Costa Rica. Su rango altitudinal oscila entre 400 y 440 m s. n. m.. Su hábitat natural es la selva tropical.